# Copa México 1948/49
Die Copa México 1948/49 war die siebte Austragung des Fußball-Pokalwettbewerbs seit Einführung des Profifußballs in Mexiko.
Das Pokalturnier wurde im Anschluss an die Punktspielrunde der Saison 1948/49 ausgetragen. Teilnahmeberechtigt waren die 15 Mannschaften, die in derselben Saison in der höchsten Spielklasse vertreten waren.
Pokalsieger wurde zum ersten Mal der León FC, der auch die Meisterschaft derselben Spielzeit gewonnen hatte. Somit war der León FC zugleich der erste Verein, der den Titel des 1942 eingeführten Wettbewerbes Campeón de Campeones, dem zwischen Meister und Pokalsieger ausgespielten Supercup, kampflos gewann.

## Modus
Die Begegnungen wurden im K.-o.-System ausgetragen und in nur jeweils einem Spiel entschieden.

## Achtelfinale
Die Begegnungen des Achtelfinals wurden am 21. und 24. Juli 1949 ausgetragen, wobei es in fünf der sieben Auseinandersetzungen zu einem Stadtderby gekommen war.
|                  | Ergebnis |                |
| ---------------- | -------- | -------------- |
| CD Marte         | 2:4      | CF Atlante     |
| CD Oro           | 5:3      | CF Asturias    |
| Real Club España | 4:1      | Club América   |
| CF Atlas         | 3:0      | CD Guadalajara |
| Puebla FC        | 3:5      | CD Veracruz    |
| UD Moctezuma     | 2:1      | A.D.O.         |
| San Sebastián    | 1:2      | León FC        |

Freilos: CD Tampico

## Viertelfinale
Die Begegnungen des Viertelfinals fanden am 28. und 31. Juli 1949 statt.
|             | Ergebnis  |                  |
| ----------- | --------- | ---------------- |
| CF Atlante  | 2:1       | Real Club España |
| CF Atlas    | 2:1       | CD Oro           |
| León FC     | 3:1 n. V. | CD Tampico       |
| CD Veracruz | 2:0       | UD Moctezuma     |

## Halbfinale
Die Halbfinals wurden am 7. August 1949 ausgetragen.
|            | Ergebnis  |             |
| ---------- | --------- | ----------- |
| CF Atlante | 3:2 n. V. | CD Veracruz |
| CF Atlas   | 1:2       | León FC     |

## Finale
Das Finale zwischen zwei großen Rivalen des mexikanischen Fußballs wurde am 14. August 1949 im Estadio Ciudad de los Deportes von Mexiko-Stadt ausgetragen. Mit seinen Treffern in der ersten und 61. Minute sorgte der mexikanische Stürmer Adalberto López für die Vorentscheidung zu Gunsten der Esmeraldas, bevor der Argentinier Edmundo Manzotti mit seinem Tor in der 66. Minute für den Endstand sorgte.
|            | Ergebnis  |         |
| ---------- | --------- | ------- |
| CF Atlante | 0:3 (0:1) | León FC |

Mit der folgenden Mannschaft gewann der León FC den Pokalwettbewerb der Saison 1948/49:

Eugenio Arenaza – Antonio Battaglia, Antonio Muñiz, Genaro Ciénaga, Alfredo Costa – Fidel Villalobos, Guillermo Flores, Arturo Orozco – Adalberto López, Edmundo Manzotti, Ignacio Orozco; Trainer: José María Casullo.